# Institut national chinois de recherche sur le riz
L'Institut national chinois de recherche sur le riz est un centre de recherche agronomique chinois fondé en juin 1981 sous l'égide de l'Académie chinoise des sciences agronomiques et du gouvernement provincial du Zhejiang. Son siège est situé à Hangzhou.
Le CNRRI assure la coordination des programmes prioritaires de recherche sur le riz dans l'ensemble du pays, en organisant des actions de formation et des échanges scientifiques et techniques auX niveaux national et international, et en publiant des  revues académiques et des livres sur le riz.
Diverses organisations internationales soutiennent le développement du CNRRI, dont la Banque mondiale, le Programme des Nations unies pour le développement (PNUD), l'Organisation des Nations unies pour l'alimentation et l'agriculture (FAO), la fondation Rockefeller et l'Institut international de recherche sur le riz (IRRI).